# 和歌山県道235号南平野下里停車場線
和歌山県道235号南平野下里停車場線（わかやまけんどう235ごう みなみひらのしもさとていしゃじょうせん）は、和歌山県東牟婁郡那智勝浦町を通る一般県道である。

## 概要
東牟婁郡那智勝浦町大字南平野から東牟婁郡那智勝浦町大字下里に至る。
山間部を通り、ほとんどが一車線の曲がりくねった路線である。起点から夫婦松峠を越えてからは太田川の支流から本流に沿って設置されており、国道42号と重複して那智勝浦町大字下里の住宅街に入ると、短い区間を和歌山県道239号太地港下里線と重複してJR西日本紀勢本線 下里駅前に至る。

### 路線データ
- 起点：東牟婁郡那智勝浦町大字南平野（和歌山県道43号那智勝浦古座川線交点）
- 終点：東牟婁郡那智勝浦町大字下里（JR西日本紀勢本線 下里駅前）
- 実延長：11.990 km

## 路線状況

### 重複区間
- 国道42号（東牟婁郡那智勝浦町大字市屋・市屋交差点 - 東牟婁郡那智勝浦町大字下里・下里交差点）
- 和歌山県道239号太地港下里線（東牟婁郡那智勝浦町大字下里）

## 地理

### 通過する自治体
- 東牟婁郡那智勝浦町

### 交差する道路
| 交差する道路                             | 交差する場所 | 交差する場所     |
| ---------------------------------------- | ------------ | ---------------- |
| 和歌山県道43号那智勝浦古座川線           | 大字南平野   | 起点             |
| 国道42号 / E42 那智勝浦新宮道路          | 大字市屋     | 市屋ランプ交差点 |
| 国道42号 重複区間起点                    | 大字市屋     | 市屋交差点       |
| 国道42号 重複区間終点                    | 大字下里     | 下里交差点       |
| 和歌山県道239号太地港下里線 重複区間起点 | 大字下里     |                  |
| 和歌山県道239号太地港下里線 重複区間終点 | 大字下里     |                  |

### 交差する鉄道
- 紀勢本線

### 沿線
- 太田川
- 那智勝浦町立下里中学校
- JR西日本紀勢本線 下里駅

### 峠
- 夫婦松峠（東牟婁郡那智勝浦町）